# 황의 순환

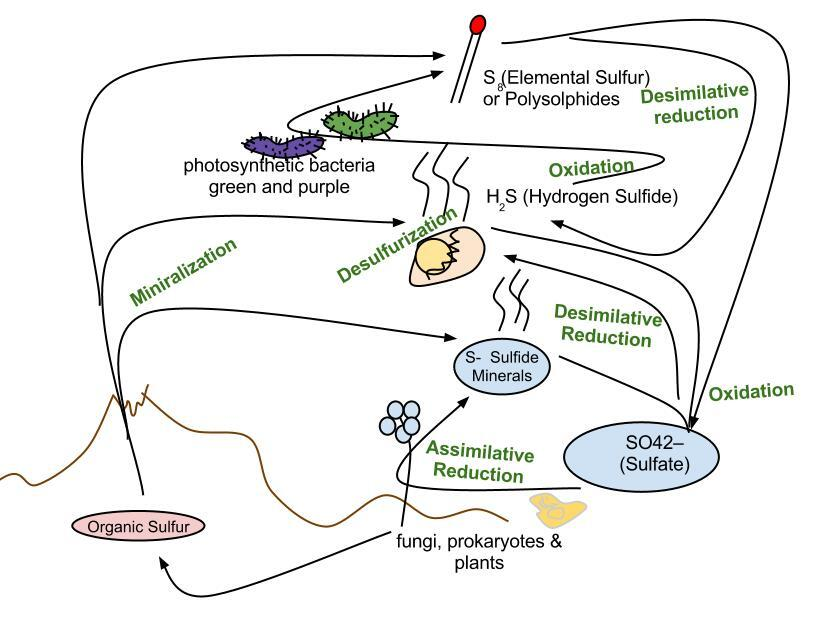

황의 순환(영어: sulfur cycle)은 생물지구화학적 순환의 일종으로서 원소로서의 유황이 다양한 화합물의 일부가 됨으로써 화학종을 바꾸면서 생태계 내를 순환하는 것이다. 유황은 대기, 토양, 수역에 존재하므로 유황은 공간적으로도 지구 전체를 순환하고 있다.
미생물에 없어서는 안 되는 역할을 하며 다양한 생화학적 물질에 유황이 존재한다. 효소, 단백질, 비타민, 호르몬 등을 만드는 데에는 유황이 중요한 원소이다.

## 같이 보기
- 산화·환원 반응
- 황